# Cogito, ergo sum

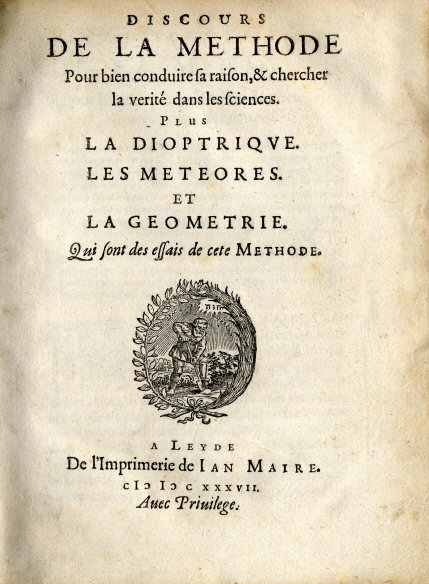
De eerste uitgave van Discours de la Méthode uit 1637

Cogito, ergo sum ('Ik denk, dus ik ben') is een filosofische stelling van René Descartes, die een belangrijk element werd van de westerse filosofie. Cogito, ergo sum is Latijn, de taal die men destijds soms sprak, maar waarin vooral werd geschreven. Descartes kwam tot zijn stelling in paragraaf 7 van deel 1 van het werk Principia Philosophiae uit 1644; in het Discours de la Méthode uit 1637 komt de Franse versie ("Je pense, donc je suis") voor.

## Betekenis
Descartes begint zijn filosofie vanuit een scepticistisch standpunt. Overgeleverde waarheden kunnen onwaar blijken te zijn, en ook de eigen waarneming kan bedriegen. Hij vraagt zich af hoe men iets zeker kan weten. Zintuigen kunnen bedriegen. Misschien is er wel een kwaadwillende demon die ons doorlopend probeert te bedriegen. Als men echter daarvan uitgaat, is er dan nog iets wat men zeker kan weten? Daar komt het cogito, ergo sum om de hoek kijken: hij kan wel aan alles twijfelen, hij kan in alles bedrogen worden, maar dan nog is er iemand die (of iets dat) twijfelt en bedrogen wordt. Het simpele feit dát hij twijfelt, impliceert dat hij bestaat. Het ergo of 'dus' drukt geen conclusie uit, maar is een explicatie van wat er al was: zijn ligt besloten in het denken. Het enige wat je echt zeker kunt weten is dat je bestaat, want je denkt, denkt te voelen, twijfelt. Daarmee is de eerste zekerheid terug in Descartes' filosofisch systeem, en heeft hij dus een grond om op te staan, een beginpunt om in zijn filosofie van uit te gaan. Met denken bedoelt Descartes niet louter denken, maar het gehele bewustzijn.
Er is aan getwijfeld of Descartes' breuk met de traditie wel zo reëel was als hij aankondigde. De inwaartse blik en het vertrouwen op het zelf was sinds de klassieke oudheid al aanwezig. In die zin zijn in het Cogito, ergo sum echo's te horen van het Griekse 'Ken uzelf' en van Augustinus' Si fallor, sum ("Als ik mij vergis, ben ik").

## Varia
- De 20e-eeuwse Franse schrijver André Gide kwam met een variant op het bekende aforisme Cogito, ergo sum: On me combat, donc je suis (vert. ¨Men bestrijdt mij, dus ik ben/besta¨. [4]
- Je lutte donc je suis (vert. ¨Ik strijd, dus ik ben¨) is de titel van een documentaire over sociale en politieke strijd in Griekenland en Spanje, gemaakt door scenarioschrijver Yannis Youlountas, in september 2015, in Frankrijk.

## Voetnoten
1. ↑  De volledige formulering aldaar is 'ego cogito, ergo sum'. In de standaarduitgave (Oeuvres de Descartes, deel 8) is deze tekst overigens gecursiveerd.
2. ↑  (en) Descartes - Bernard Williams & Bryan Magee (1987). Gearchiveerd op 10 juni 2023.
3. ↑  De Civitate Dei, boek 11, hoofdstuk 26.
4. ↑   onder meer geciteerd door Hubert Lampo in zijn roman Zeg maar Judith, pag. 5